# Casa dei Crescenzi
La Casa dei Crescenzi, anciennement connue sous le nom de Tor Crescenzia, Tor Monzone, Casa di Cola di Rienzo ou encore Palazzo di Pilato, est une ancienne résidence médiévale située sur le Forum Boarium, dans le Rione Ripa de Rome, avec le Temple de Portunus d'un côté et le nouveau Palazzo dell'Anagrafe d'un autre, un cadre urbain complètement différent de celui dans lequel elle se trouvait jusqu'aux années 1930 ,.

## Histoire
Cette maison a été construite entre 1040 et 1065 par Niccolò, fils de Crescenzio et Teodora, pour contrôler les anciens moulins de Rome et le Ponte Emilio, sur le transit desquels la famille faisait payer un péage.
Le bâtiment avait deux étages (il reste actuellement le rez-de-chaussée et une partie de l'étage supérieur) et, selon la coutume de l'époque, la structure incorpore de nombreux éléments architecturaux d'anciens bâtiments romains, comme les murs, probablement des restes de Thermes romains. Le chevauchement chaotique des styles et des éléments est évident dans les chapiteaux en terre cuite sur les demi-colonnes du côté gauche et dans les restes des murs en porte-à-faux, ce qui dénote les nombreuses restructurations effectuées dans le bâtiment,. Selon les mots de Jeremiah Donovan, « La maison est construite en briques et défigurée par la décoration, qui se compose de fragments hétérogènes de sculptures en marbre anciennes et de demi-colonnes barbares et de pilastres en briques assemblés sans égard au bon goût ou aux principes de l'architecture » (Rome antique et moderne, 1844). Aujourd'hui encore, les archéologues n'ont pas pu identifier exactement tous les anciens bâtiments à partir desquels ces éléments ont été réutilisés.
Les habitants ont appelé la structure Tor Crescenzia, un mélange de palais et de tour médiévale, et le nom a continué même après l'effondrement de la tour en 1312 lors des conflits qui se sont produits lors de l'arrivée d'Henri VII. Seule la maison est restée debout. Une longue inscription latine, dictée par Niccolò di Crescenzio lui-même, a été placée sur la corniche incurvée du portail d'entrée : 

« † NON FUIT IGNARUS CUIUS DOMUS HEC NICOLAUS QUOD NIL MOMENTI SIBI MUNDI GLORIA SENTIT / VERUM QUOD FECIT HANC NON TAM VANA COEGIT GLORIA QUAM ROME VETEREM RENOVARE DECOREM

† IN DOMIBUS PULCRIS MEMORE ESTOTE SEPULCRIS CONFISIQUE TIU NON IBI STARE DIU MORS VEHITUR PENNIS / NULLI SUA VITA PERHENNIS MANSIO NOSTRA BREVIS CURSUS ET IPSE LEVIS SI FUGIAS VENTUM SI CLAUDAS OSTIA CENTUM / LISGOR MILLE IUBES NON SINE MORTE CUBES SI MANEAS CASTRIS FERME VICINUM ET ASTRIS OCIUS INDE SOLET TOLLE/RE QUOSQUE VOLLET

† SURGIT IN ASTRA DOMUS SUBLIMIS CULMINA CUIUS PRIMUS DE PRIMIS MAGNUS NICHOLAUS AB IMIS / EREXIT PATRUM DECUS OB RENOVARE SUORUM STAT PATRIS CRESCENS MATRISQUE THEODORA NOMEN

† HOC CULMEN CLARUM CARO PRO PIGNERE GESTUM DAVIDI TRIBUIT QUI PATER EXHIBUIT »

Au fil des siècles, la maison a également eu d'autres appellations, comme Casa di Cola di Rienzo en raison de la similitude entre le nom Niccolò di Crescenzio et Cola di Rienzo, qui vivait à proximité, et Casa di Pilato, car lors des représentations du Chemin de Croix, elle était représentée comme la maison de Ponce Pilate. La structure contient également d'autres inscriptions, comme une série de lettres dont l'interprétation n'est plus tenue pour acquise, malgré les nombreuses tentatives modernes de la traduire, une autre, située sur une petite fenêtre et placée à côté du portail d'entrée (ADSUM ROMANIS GRANDIS HONOUR POPULIS / INDICAT EFFIGIES VOULAIT ME [ER] FECERIT AUCTOR, « Ici, il y a un grand honneur pour le peuple romain et l'effigie indique qui m'a construit »), et un dernier au milieu de la façade (VOS QUI TRANSITIS HEC OPTIMA TECTA QUIRITIS / HAC TEMPTATE DOMO OS NICOLAUS HOMO , « Vous qui passez par cette splendide maison, Quirites, sachez que Niccolò est l'homme de cette maison »),.
Le bâtiment a été abandonné au XVe siècle, comme le révèle l'absence totale de revêtements arrière, mais plus tard, il a été utilisé comme étable avec une grange attenante. En 1868, le bâtiment a été acheté au gouvernement pontifical et a ensuite été attribué à la Commune de Rome. Lors des travaux visant à « libérer » la colline du Capitole de son environnement médiéval et à ouvrir des espaces pour la construction de nouveaux itinéraires pour la circulation de la ville (comme la Via del Teatro di Marcello et la Via Luigi Petroselli) dans les années 1930, tout l'environnement de la Casa dei Crescenzi dans le Forum Boarium a été démoli. Le cadre urbain en a été totalement modifié . En 1939, la maison a été restaurée par la Commune pour un usage officiel. Jusqu'en 1960, le bâtiment abritait l'Associazione Cultori di Architettura. Le bâtiment est actuellement fermé au public.

## Images

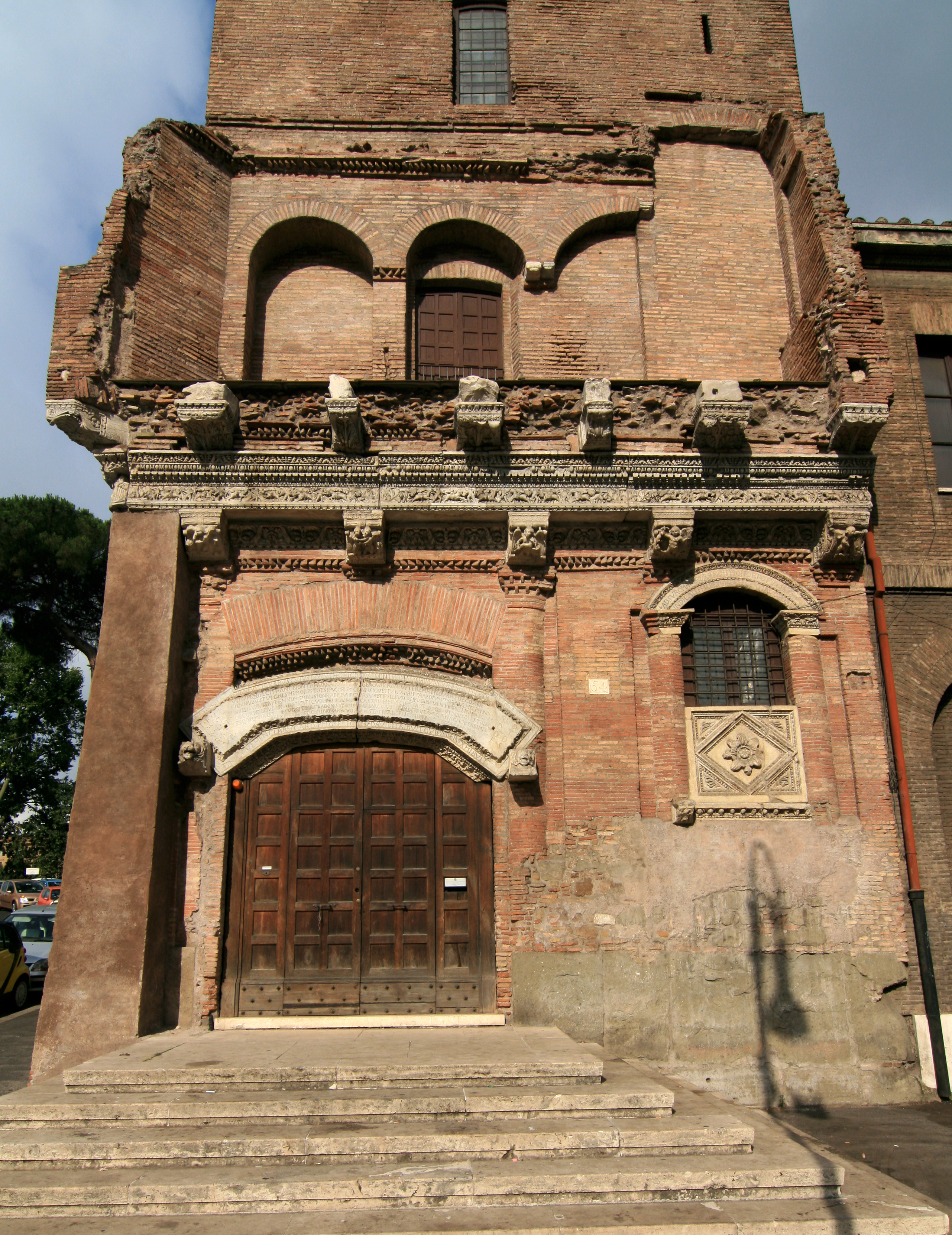
Façade principale.
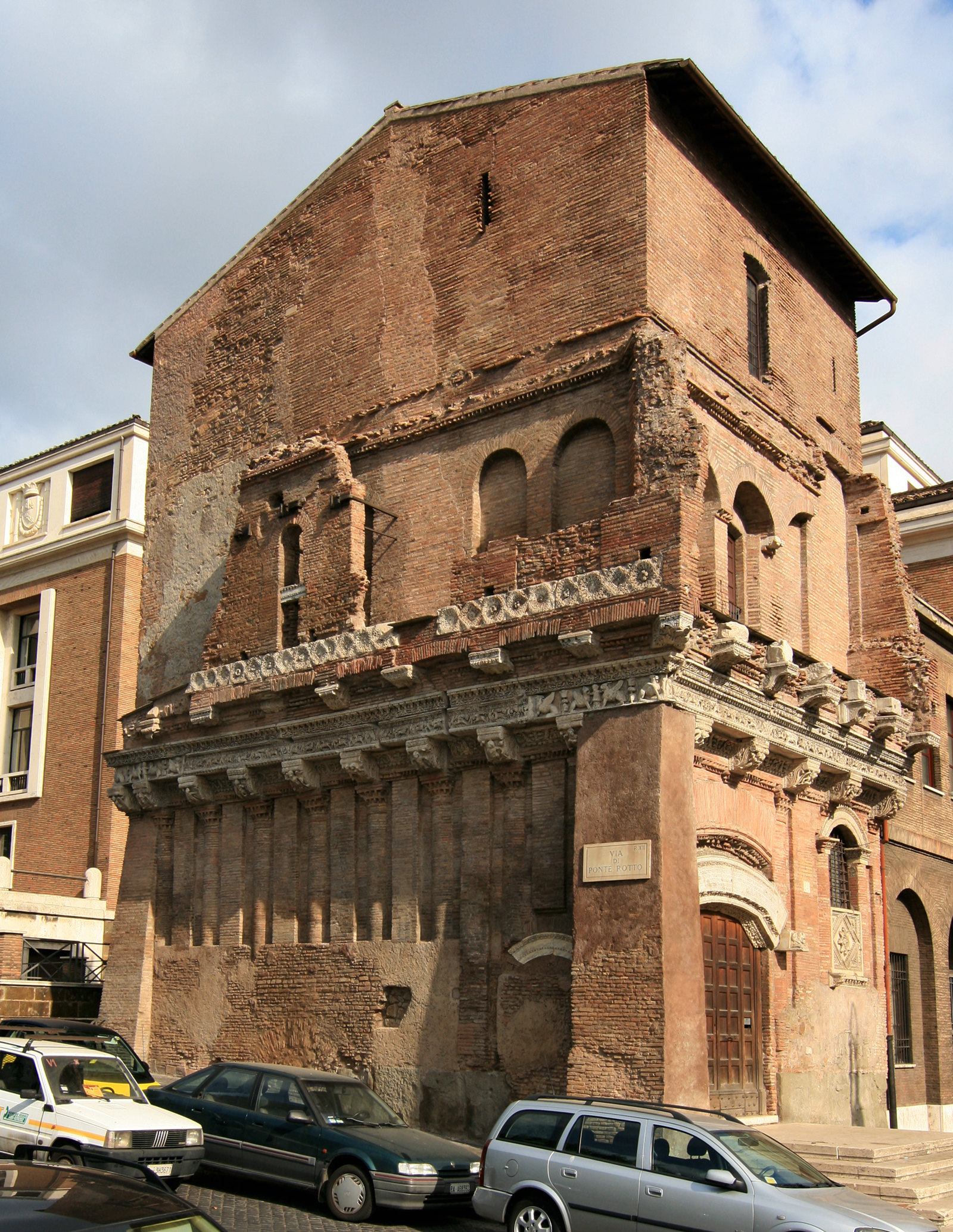
Vue de la Maison des Crescenzi.